# Live.com
Live.com là một cổng điện tử có thể tinh chỉnh được, được phát hành bởi Microsoft vào đầu tháng 11 2005. Nó là một trong dịch vụ đầu tiên của Windows Live được phát hành. Tất cả những dịch vụ Live đều được đặt tại tên miền cấp thấp của Live.com, khiến cho trang này được xem như trang chủ của phòng trào "Live" của Microsoft. Windows Live Ideas được nối trực tiếp từ Live.com để xem danh sách đầy đủ các dịch vụ Live đã được cung cấp rộng rãi.

## Tính năng
Live.com cho phép người dùng thêm các RSS feed để xem tin tức một cách tóm tắt. Được xây nên từ trang thử nghiệm start.com của Microsoft, Live.com có thể được tinh chỉnh với Gadgets, những ứng dụng nhỏ có thể phục vụ hầu như bất cứ mục đích nào (như đọc thư, báo cáo thời tiết, chiếu slide, tìm kiếm, trò chơi, v.v...). Vài gadget tích hợp với những dịch vụ Windows Live khác, bao gồm Hotmail, Search, và Favorites.
Người dùng có thể tạo ra nhiều thẻ trang và tinh chỉnh mỗi thẻ với feed, gadget, trình bày, và bảng màu khác nhau, nhờ đó Live.com trở thành đối thủ cạnh tranh của iGoogle và Pageflakes và các dịch vụ khác.
Nếu người dùng thăm trang Live.com và không tạo ra trang chủ được cá nhân hóa hoặc đã nhấn vào "Search Only", một hộp tìm kiếm sẽ được dùng thay cho các trình bày của trang chủ đã được cá nhân hóa. Họ sau đó có thể chuyển sang trang cá nhân hóa bằng cách nhấn vào "Personalise Page".

## Lịch sử

Hình chụp của trang tìm kiếm Live.com

Vào 14 tháng 12 năm 2004, start.com, trang tiền nhiệm của Live.com, bắt đầu thử nghiệm nội bộ. Vào 5 tháng 2 năm 2005, phiên bản đầu tiên, http://www.start.com/1 Lưu trữ ngày 27 tháng 4 năm 2007 tại Wayback Machine, bắt đầu hoạt động. Vào 10 tháng 3 http://www.start.com/2 Lưu trữ ngày 5 tháng 10 năm 2006 tại Wayback Machine đi vào hoạt động, vào 3 tháng 6 đến lượt http://www.start.com/3 Lưu trữ ngày 19 tháng 10 năm 2006 tại Wayback Machine. Vào 1 tháng 9 họ phát hành http://www.start.com/ Lưu trữ ngày 7 tháng 5 năm 2007 tại Wayback Machine. Vào 13 tháng 9 trang dành cho các nhà phát hành được phát triển.
Live.com ra đời vào 1 tháng 11 với thương hiệu Windows Live và những phát triển khác. Đến 8 tháng 11 họ đã hỗ trợ cho Firefox. Vào 23 tháng 11 theme được thêm vào. Vào 15 tháng 12 hỗ trợ cho Opera 9, những gadget mới, và những phát triển khác bắt đầu hoạt động. Vào 20 tháng 12 bộ máy tìm kiếm được phát triển. Ngày 27 tháng 1 chứng kiến sự hỗ trợ hình ảnh trong RSS feed. Vào 28 tháng 2 hộp tìm kiếm được cập nhật. Vào 7 tháng 3 2006, Live.com được cập nhật với phong cách mới, nhiều gadget hơn, và một giao dịch đã được nâng cấp. Nó cũng cho phép, lần đầu tiên, Windows Live Search mới. Những tính năng bao gồm thanh cuộn thông minh, tìm kiếm ảnh linh động, và lưu trữ các tìm kiếm. Vào 30 tháng 3 những cải tiến khác đã được thực hiện, đặc biệt là trải nghiệm khi lần đầu tiên chạy trang web và tính ổn định của chế độ chỉ-tìm-kiếm.
Vào 12 tháng 9 năm 2006, Live.com chính thức được phát hành ở phiên bản beta. Trong vòng vài ngày, MSN Search bắt đầu chuyển hướng đến Windows Live Search mới, và sự chuyển đổi này đã hoàn tất.